# Грейвс, Билл
Уильям Престон Грейвс (англ. William Preston Graves; род. 9 января 1953, Салайна, Канзас) — американский политик, губернатор штата Канзас (1995—2003).

## Биография
Родился 9 января 1953 года в Салайне, штат Канзас. Его родители владели фирмой по перевозке грузов. 
Окончил Канзасский Уэслианский университет по специальности «бизнес», после чего стал работать сотрудником отдела кадров. В 1986 году он был избран государственным секретарём Канзаса. В 1994 году Грейвс победил конгрессмена-демократа Джима Слэттери на выборах губернатора Канзаса, став одним из самых молодых губернаторов в истории штата. 
Губернаторство Грейвса запомнилось сильным экономическим ростом штата после нескольких лет застоя и постоянного акцента на образование. Он был переизбран на этот после в 1998 году, набрав 74% голосов, что стало самым большим перевесом среди губернаторов, участвовавших в выборах, и одним из самых больших перевесов в истории Канзаса. В январе 2003 года его сменила демократ Кэтлин Сибелиус. 
После губернаторства Грейвс занял пост президента Американской ассоциации грузоперевозок.

## Личная жизнь
В 1990 году Грейвс женился на Линде Ричи. У них есть дочь.